# タッチ・ミー・ノット 〜ローラと秘密のカウンセリング〜
『タッチ・ミー・ノット 〜ローラと秘密のカウンセリング〜』（Touch Me Not）は、アディナ・ピンティリエ監督・脚本による2018年のルーマニア・ドイツ・チェコ・フランス・ブルガリアのドラマ映画である。第68回ベルリン国際映画祭のコンペティション部門で上映され、最高賞である金熊賞を獲得した。フィクションとドキュメンタリーを織り交ぜた実験作である。

## キャスト
- ローラ・ベンソン（フランス語版）
- トーマス・レマルキス
- ディルク・ランゲ
- ハンナ・ホフマン
- クリスティアン・バイヤーライン
- グリット・ウーレマン
- イルメナ・チチコーヴァ（英語版）
- アディナ・ピンティリエ
- シーニー・ラヴ

## 評価
レビュー収集サイトのRotten Tomatoesでは33件のレビューで支持率は58%、平均点は6/10となった。Metacriticでは5件のレビューで加重平均値は68/100となった。

### 受賞とノミネート
| 映画祭・賞         | 部門                           | 候補                   | 結果       |
| ------------------ | ------------------------------ | ---------------------- | ---------- |
| ベルリン国際映画祭 | 金熊賞                         | アディナ・ピンティリエ | 受賞       |
| ベルリン国際映画祭 | 第1回作品賞                    | アディナ・ピンティリエ | 受賞       |
| ベルリン国際映画祭 | テディ賞                       | アディナ・ピンティリエ | ノミネート |
| ヨーロッパ映画賞   | ヨーロピアン・ディスカバリー賞 | アディナ・ピンティリエ | ノミネート |